# Iglesia de San Martín (Orozco)
La ermita de San Martín es un inmueble de la entidad de población española de Albitzuelexaga, en la provincia de Vizcaya.

## Descripción
El edificio se encuentra en la entidad de población española de Albitzuelexaga, en la provincia de Vizcaya. Aparece descrita en el primer volumen del Diccionario geográfico-estadístico-histórico de España y sus posesiones de Ultramar de Pascual Madoz, en la entrada correspondiente a la anteiglesia de Albitzuelexaga, con las siguientes palabras:

La igl. parr. (S. Martin Ob.) reedificada en 1767 es de una nave de 86 pies de long., y 31 de lat.; está servida por dos beneficiados que presenta la comunidad de religiosas dominicas de S. Juan de Quejana, que como patrona percibia los diezmos
(Madoz, 1845, p. 327)